# Екпинди (Алматинская область)
Екпинди (каз. Екпінді) — село в Енбекшиказахском районе Алматинской области Казахстана. Входит в состав Кырбалтабайского сельского округа. Код КАТО — 194063300.

## Население
В 1999 году население села составляло 546 человек (271 мужчина и 275 женщин). По данным переписи 2009 года, в селе проживали 572 человека (278 мужчин и 294 женщины).